# Hypotacha isthmigera
Hypotacha isthmigera is een vlinder uit de familie spinneruilen (Erebidae). De wetenschappelijke naam is voor het eerst geldig gepubliceerd in 1968 door Wiltshire.
De soort komt voor in tropisch Afrika.